# Angela di San Giuseppe
Francisca Desamparados Honorata Lloret Martí, in religione Angela di San Giuseppe, H.D.C. (La Vila Joiosa, 16 gennaio 1875 – Paterna, 20 novembre 1936), è stata una religiosa spagnola, superiora generale delle Suore della Dottrina Cristiana.

## La vita
Entrò nel 1903 nella Congregazione, dove ricoprì incarichi: fu dapprima superiora locale, poi segretaria generale e infine, dal 1931 superiora generale.

## Il martirio
Allo scoppio della guerra civile, nel luglio del 1936, iniziò una sistematica persecuzione religiosa. Madre Angela si trovava nella casa madre a Mislata e fece il possibile per salvare le consorelle: ordinò loro di lasciare l’abito religioso e di trasferirsi in una casa privata alla periferia di Valencia.
Le suore vissero in condizione di semi clandestinità in quella casa, trascorrendo il tempo in preghiera, con frequenti perquisizioni da parte dei miliziani. La sera del 19 novembre 1936 un camion venne a prenderle per condurle al maneggio di Paterna, a circa sei chilometri da Valencia. Lì, all'una di notte  del giorno 20 novembre fu fucilata insieme a quattordici consorelle da miliziani anarchici fedeli al governo repubblicano.

## La devozione
È stata proclamata beata come martire da papa Giovanni Paolo II il 1º ottobre 1995, nel corso di una cerimonia celebrata in Piazza San Pietro a Roma.
Il suo elogio si legge nel martirologio romano il 20 novembre.